# ببغاء رمادي الصدر
الببغاء رمادي الصدر (بالإنجليزية: Pyrrhura griseipectus)‏ هو نوع من الببغاء في عائلة ببغائية  . يعيش في سيارا في شمال شرق البرازيل موطنة فوق الجبال ذات الغابات الرطبة.

## روابط خارجية
- صحيفة حقائق حياة الطيور
- لجنة التصنيف في أمريكا الجنوبية: تعاملت مع Pyrrhura griseipectus و P. pfrimeri على أنهما نوعان متميزان من Pyrrhura leucotis.
- ريباس ، سي سي ، إل جوزيف ، سي واي مياكي (2006). الأنظمة الجزيئية وأنماط التنويع في Pyrrhura (Psittacidae) ، مع إشارة خاصة إلى مركب picta-leucotis . الأوك 123 (3): 660-680.